# Henry Marabail
Henry Marabail, né le 31 mai 1852 à Lorient et mort le 20 mai 1929 à Saint-Germain-en-Laye, est un général de division français.

## Biographie

### Famille
Il est le fils de Louis Henry Marabail (1817-1890), commissaire de la Marine et officier de la Légion d'honneur, et petit-fils de Louis Marabail, bourgeois, et Louise Taboureau de Villepatour.

### Carrière militaire
Il entre à Saint-Cyr en 1870 (55e Promotion, La Revanche).
Lors de la guerre de 1870, il fait partie de la 2e armée de la Loire au bataillon de marche du 19e d’infanterie et participe aux combats de Beaugency et du Mans. Nommé lieutenant en janvier 1871, il participe aux évènements de la Commune de Paris où il est cité à l’ordre de l’armée lors de la reprise de la capitale. Affecté ensuite en Algérie, puis en Tunisie, où il effectue de nombreux relevés topographiques, ce qui lui vaut une citation le 18 janvier 1882 à l'ordre de l'armée. Il retourne à Saint-Cyr comme capitaine et professeur puis retourne en Algérie en 1886.
Chef de bataillon en 1893, il passe douze ans à l’état-major du 12e corps d’armée et commande ensuite un bataillon du 2e régiment étranger à Saïda. Revenu en France comme lieutenant-colonel, il est sous-chef d’état-major du 16e corps. Colonel du 3e tirailleurs en 1903, puis du 4e zouaves, il est nommé général de brigade le 19 juin 1908 et prend alors le commandement de la 58e brigade à Marseille. Il est fait commandeur de la légion d'honneur en 1910. En 1912, il est nommé commandant la 3e division d'infanterie coloniale à Brest.
Il commande au mois du 2 août 1914 au 14 août 1915 la 67e division d’infanterie de réserve, constituée à Montauban avec des réservistes, dans le 3e groupe de divisions de réserve (Général Paul Durand), au sein de la 3e armée. Le général Roques, commandant la 1ère Armée, lui remet les insignes de Grand Officier de la légion d'honneur au quartier de son état-major dans la cour du château de Thillonbois. Il est évacué à l'hôpital du Val de Grâce le 14 août 1915 à la suite de problèmes de santé récurrents. Il est remplacé au commandement de la 67° division par le général Aymé.
Il commande ensuite la région militaire de Bordeaux du 29 novembre 1915 au 31 mai 1917 où il accueille notamment le roi et la reine du Monténégro en mars 1916,. Il prend sa retraite le 1er juin 1917, et se consacre alors à la rédaction d'articles dans des journaux pour expliquer les opérations militaires.
En 1919, il est auditionné aux côtés des généraux Contenceau et Leguay par la commission d'enquête sur la métallurgie.

## Vie privée
Il se marie le 14 avril 1887 à Alger (Algérie), avec Rosa Vivier des Vallons d'où quatre filles : Marguerite qui épouse Georges Brouilhet, Renée, Jeanne (1892 - 1979) qui épouse Marcel Berlier de Vauplane et Simone (1909 - 1927); et un fils Henri (1902 - 1906).
Il est enterré au cimetière Mazargues à Marseille.

## Distinctions
Henry Marabail est récipiendaire des décorations suivantes :
- Grand officier de la Légion d'honneur (13 juillet 1915)
- Croix de guerre 1914–1918, palme de bronze (3 citations à l'ordre de l'armée)
- Médaille commémorative de la guerre 1870–1871
- Médaille coloniale avec agrafe Tunisie (15 août 1894)
- Officier d'académie (26 juillet 1884)
- Officier du Nichan Iftikhar (Tunisie) (14 juillet 1882)
- Grand officier de l'ordre de la Couronne (Belgique)
- Croix de guerre (Belgique)